# Pastel de dulce de azúcar

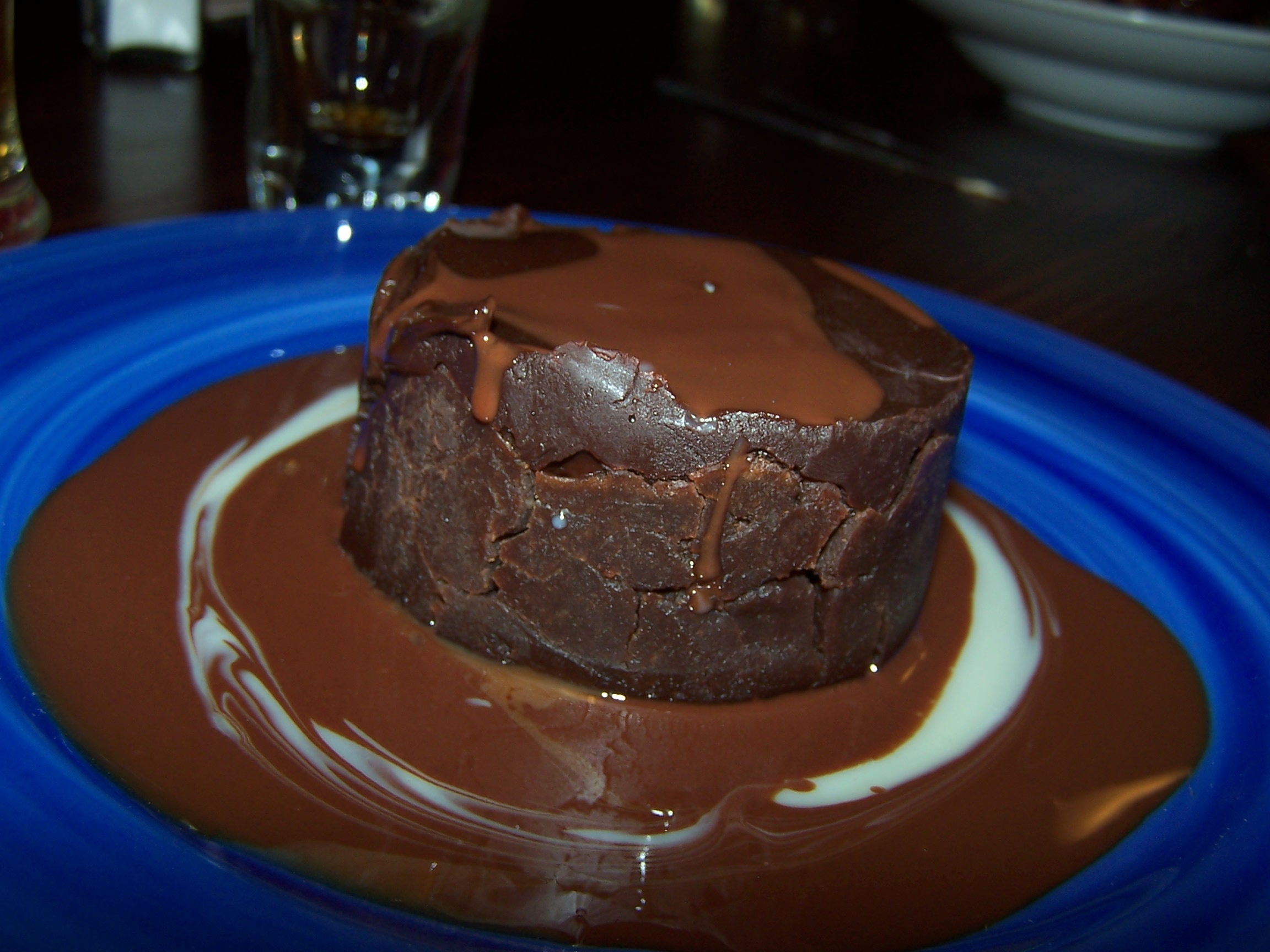
Un pastel de dulce de azúcar

Un pastel de dulce de azúcar, también llamado pastel de fudge, es un pastel de chocolate que contiene dulce de azúcar.

## Variedades
Esta receta es conocida también como "Muerte por Chocolate, sí es cubierto con helado de chocolate y nata montada. Además de Death By Chocolate, hay muchas variaciones de la misma. Una variación es el budín de chocolate de dulce de azúcar, hecho con una mezcla de torta de chocolate, budín de chocolate, y chispas de chocolate.
Por otra parte, el "pastel de dulce de azúcar" es un término en el sur de América para referirse a un pastel denso de una sola capa de chocolate. Es similar a un brownie, aunque húmedo con más chocolate.
Se podría decir que el pastel de dulce de azúcar es muy similar al pastel de terciopelo rojo. El pastel de dulce de azúcar no tiene un tamaño de pastel de chocolate, y es más como una pasta. El pastel de dulce de azúcar también tiene similitudes con un brownie, ya que los dos tienen un sabor denso a chocolate.